# مطار دهوك الدولي
مطار دهوك الدولي هو مطار جديد في شمال العراق. ويقع  تحديداً في محافظة دهوك بالقرب من قضاء سميل. لا يزال قيد الإنشاء.

## البناء
بدأت شركة دار الهندسة اللبنانية البناء في صيف عام 2012. في نهاية شهر شباط (فبراير) 2012، اكتملت مرافق المطار. منحت شركة كورية تدعى "Incon" مهام البدء بأعمال هيكل المطار.
في عام 2014، تم وقف الأشغال بسبب الحرب على الإرهاب. وفي يوليو 2015، أعلن رئيس وزراء إقليم كردستان العراق نيجيرفان بارزاني بداية بناء المطار في غضون شهرين. تم بناء المدرج خلال هذين الشهرين و توقف المشروع مرة أخرى بسبب نقص التمويل والأزمة المالية. في أواخر صيف عام 2015م، وضعت حكومة إقليم كردستان العراق خطة لإتمام المطار حيث تمت الموافقة عليها في نهاية شهر أغسطس، لم تتقدم الأشغال إلا بنسبة قليلة من طرف الشركات التركية والكورية والعربية لمسؤولة عن تنفيذها. ومن بين الأسباب المدرجة لهذا التأخر: التأثير الاقتصادي على المنطقة والعلاقة بين الحكومة الإقليمية والحكومة الفيدرالية والقيود المتعلقة بنزع الملكية للأراضي المخصصة لهذا المشروع.

## مطار دولي
سوف يخدم مطار دهوك الدولي العديد من المطارات الدولية في أوروبا والشرق الأوسط.

## مطارات أخرى في شمال العراق
يوجد في شمال العراق مطاران دوليان آخران:
- مطار أربيل الدولي
- مطار السليمانية الدولي

## روابط خارجية
- موقع مطار دهوك
- موقع مطار أربيل الموقع الإلكتروني لمطار أربيل الدولي
- موقع دار الهندسة موقع مجموعة دار الهندسة اللبنانية